# Diadegma defectivum
Diadegma defectivum là một loài tò vò trong họ Ichneumonidae.